# ردود الفعل المحلية على ثورة 17 فبراير
تلت ثورة 17 فبراير الليبية عام 2011 العديد من ردود الفعل المحلية فيما يتعلق بالثورة خصوصاً من طرف الجيش الليبي وقادة القبائل الليبية الذين أعلن معظمهما التحاقه بالثورة الشعبية وتبرؤه من نظام العقيد معمر القذافي الحاكم.

## الجيش
كما كانت الحال في تونس ومصر سابقاً، فقد كان للجيش دور كبير في ليبيا أيضاً بدعم الثورة وتقويتها بالرغم من عدم إقصائه للنظام الحاكم كما حدث في الحالتين السابقتين. فقد تبين خلال ثورة 17 فبراير أن الجيش لليبي لا يُعطي ولاءه الكامل للقذافي بالرغم من مُحاولاته المُستمرة، وقد ظهرت مئات أو حتى آلاف الاستقالات في صفوفه مُباشرة بعد بدأ المجازر في بنغازي وبدأت سلسلة كبيرة جداً من الانشقاقات التي اضطرت القذافي لاستخدام المرتزقة الأفارقة في النهاية.
كانت ردة الفعل قوية في أنحاء ليبيا مع بدأ الثورة، فقد أعلن الأمن العام بمدينة البيضاء الانضمام يوم 17 فبراير إلي المتظاهرين  كما أنضم الأمن سريعاً في مدينة بنغازي وتبرؤه من نظام القذافي، كما انضمت من بنغازي قوات «قاعدة بنينا الجوية» - الواقعة في ضواحي المدينة - و«ثكنة الفرسان» - واحدة من أقوى كتائب المدرعات في البلاد - و«القوات البحرية في بنغازي» - بحرية المدينة - إلى الثوار وتخلت هي الأخرى عن النظام. وفضلاً عن هذه المدينة، فقد أعلنت قوات تنتمي إلى الأمن والجيش في طبرق وأجدابيا ومصراتة وحتى طرابلس.
بالإضافة إلى هذه الأجهزة، شهدت قوات القذافي وكتائبه عدة انشقاقات وعصى العديد من جنوده أوامر بقصف المدنيين. فمثلاً، في يوم 23 فبراير أرسل القذافي طائرتين وسفينتين حربيتين إلى بنغازي لكي يقصفوها ويَقمعوا المُتظاهرين، لكن قائدي الطائرتين ورباني السفينتين امتنعوا عن تنفيذ هذه الأوامر ولجؤوا جميعاً في أوقات متقاربة إلى جزيرة مالطا هرباً من القذافي. وفي اليوم ذاته كان الزعيم الليبي قد أرسل طائرة أخرى غير هؤلاء لقصف المدينة، لكن قائدها رفض تنفيذ الأوامر فهدده مُساعده بمسدس إذا لم يَستجب لأمر القذافي، ولذا فقد قفز قائد الطائرة بمظلة واضطر مساعده بدوره للقفز منها فتحطمت في الصحراء قرب بنغازي. وقد شهدت صفوف الجيش عشرات الانشقاقات الأخرى المماثلة التي ساهمت في تغيير مسار الثورة إلى صالح الشعب الليبي.
طالع أدناه قائمة مسؤولي الجيش والحكومة المنضمين إلى الثورة.

## القبائل
يَسود في دولة ليبيا بشكل عام نظام الانتماء القبلي إلى حد كبير، وقد ساعدت الطبيعة البدوية لسكان البلاد على رعاية هذا النظام وإبقائه على مر القرون، وقد كان لهذا دور كبير في التحكم بالتوجه السياسي لليبيا على مدى تاريخها الحديث بما في ذلك الاستقلال عن العثمانيين والمقاومة ضد الاستعمار، ولذا فقد كان لهذه القبلية دورها في ثورة 17 فبراير الليبية هي الأخرى. ومن العوامل التي ساعدت على إعطاء هذا الدور للقبائل أن الزعيم الليبي معمر القذافي كان يُفرق بينها، فيُعطي الجاه ومناصب الدولة للقبائل الأقرب نسباً والأوثق علاقة معه ومع قبيلته، أما المناصب الأعلى والأهم والأكثر نفوذاً على الإطلاق فقد كانت حكراً على قبيلته نفسها وهي القذاذفة التي أعطى لأفرادها مناصب الحكومة العليا. وقد خلق هذا التفريق العنصري القبلي في الدولة الليبية حدة وضغينة اتجاه القذافي وقبيلته، كما وُلد تنافس كبير على النفوذ والجاه في المناصب الحكومية خصوصاً مع قبيلة المقارحة التي عدتها بعض الدراسات مُرشحة للانقلاب عسكرياً على نظام القذافي.
طالع أدناه قائمة القبائل الليبية المنضمة لثورة 17 فبراير والمؤيدة لها.

## قائمة المنضمين للثورة

### مسؤولو الحكومة والجيش
شهدت القوات المسلحة الليبية سلسلة متواصلة من مئات أو ربما آلاف الاستقالات في صفوف جنود الجيش وأحياناً ضباطه مباشرة بعد بدأ القذافي لمذابحه في بنغازي بعد بدأ الثورة ببضعة أيام، وقد تضمن هذا أيضاً وحدات الشرطة لليبية بل وعشرات الدبلوماسيين الليبيين في الخارج ومسؤولي الحكومة ذوي المناصب العليا. وربما يَكون من أهم المستقيلين والمنضمين للثورة الليبية وزيرا العدل مصطفى عبد الجليل والداخلية عبد الفتاح يونس العبيدي الذين أعلنا استقالتهما خلال الأسبوع الأول للاحتجاجات وأصبحا ذا أهمية في قيادة الثورة. وفيما يَلي قائمة بأهم الشخصيات الحومية التي أعلنت استاقلتها كنتيجة للثورة:
| رقم السطر | المنصب/الرتبة                    | الاسم                   | تاريخ الاستقالة   | المراجع       |
| --------- | -------------------------------- | ----------------------- | ----------------- | ------------- |
| 1         | وزير الداخلية - مسؤول أمن بنغازي | عبد الفتاح يونس العبيدي | الإثنين 21 فبراير | [ 12 ] [ 13 ] |
| 2         | وزير العدل                       | مصطفى عبد الجليل        | الإثنين 21 فبراير | [ 10 ]        |
| 3         | وزير شؤون الهجرة والمغتربين      | علي الريشي              |                   | [ 10 ]        |
| 4         | مدير جهاز المراسم العامة         | نوري مسعود المسماري     | الإثنين 21 فبراير | [ 11 ]        |
| 5         | لواء                             | عبد الرحمن الزيد        |                   | [ 11 ]        |
| 6         | القائد الأعلى لمنطقة طبرق        | سليمان محمود            |                   | [ 1 ]         |
| 7         | رئيس علميات القوات الخاصة - عميد | عبد السلام محمود الحاسي |                   | [ 5 ]         |

### السفراء الليبيون
أبدت السفارات الليبية حول العالم رد فعل قوي على قمع الثورة في ليبيا، وقد شهدت العديد منها احتجاجات، بما في ذلك السفارة الليبية في ماليزيا التي اقتحمها 200 متظاهر وأخذوا يَهتفون ضد النظام وحطموا بعض رموز نظام القذافي التي كانت في مبنى السفارة، وبدوره أعرب السفير عن احتجاجه على العنف ضد المتظاهرين بالرغم من عدم استقالته. وبالإضافة إلى ذلك، فقد استقال أعضاء أو سكرتيرون في العديد من السفارات الأخرى بما في ذلك بلجيكا والسويد والأمم المتحدة. وفيما يلي قائمة بسفراء ليبيا في دول الخارج الذين أعلنوا استقالتهم وانضمامهم للثورة احتجاجاً على أعمال القذافي ضد المتظاهرين:
| رقم السطر | دولة السفارة          | اسم السفير              | تاريخ الاستقالة    | المراجع       |
| --------- | --------------------- | ----------------------- | ------------------ | ------------- |
| 1         | الهند                 | علي العيساوي            | الثلاثاء 22 فبراير | [ 14 ] [ 15 ] |
| 2         | الصين                 |                         |                    | [ 14 ]        |
| 3         | الولايات المتحدة      | علي العجيلي             | الثلاثاء 22 فبراير | [ 14 ] [ 15 ] |
| 4         | بولندا                |                         | الأربعاء 23 فبراير | [ 16 ]        |
| 5         | بريطانيا              |                         | الإثنين 21 فبراير  | [ 17 ]        |
| 6         | فرنسا                 | محمد صلاح الدين زارم    | الثلاثاء 22 فبراير | [ 18 ] [ 19 ] |
| 7         | إندونيسيا             | صلاح الدين البيشاري     | الأربعاء 23 فبراير | [ 15 ]        |
| 8         | بنغلادش               | أحمد عطية الإمام        | الإثنين 21 فبراير  | [ 20 ]        |
| 9         | الأردن                | محمد حسن البرغثي        | الخميس 24 فبراير   | [ 21 ]        |
| 10        | تونس                  |                         |                    | [ 14 ]        |
| 11        | أذربيجان              |                         | الثلاثاء 22 فبراير | [ 18 ]        |
| 12        | أستراليا              | مصباح عبد القادر اللافي | الإثنين 21 فبراير  | [بحاجة لمصدر] |
| 13        | مندوب الجامعة العربية | عبد المنعم الهوني       |                    | [ 14 ] [ 22 ] |
| 14        | منظمة اليونسكو        | عبد السلام القلالي      | الثلاثاء 22 فبراير | [ 18 ] [ 19 ] |

### القبائل الليبية
| رقم السطر | اسم القبيلة | عدد الأفراد    | المنطقة                                      | القائد/قائل التصريح     | تصريح الانضمام                                                                                    | المراجع                    |
| --------- | ----------- | -------------- | -------------------------------------------- | ----------------------- | ------------------------------------------------------------------------------------------------- | -------------------------- |
| 1         | العوقير     | 532,000 تقريباً | مدينةبنغازي                                  | الشهيد راف الله السحاتي | عبرت مساء 15 فبراير عن سخطها على النظام وطالبت بإسقاطه                                            | [ 9 ] [ 23 ] [ 24 ] [ 25 ] |
| 2         | العبيدات    |                | مدن البيضاء ودرنة والقبة                     |                         | انشقت عن كتائب الجيش وانضمت إلى الثورة                                                            | [ 25 ]                     |
| 3         | الزوية      |                | مناطق آبار النفط جنوب ليبيا                  | فرج الله الزوي          | وجهت إنذاراً شديداً يوم 20 فبراير إلى القذافي بوقف تصدير النفط خلال 24 ساعة في حال استمر سفك الدماء | [ 25 ] [ 26 ]              |
| 4         | الطوارق     |                | جنوب ليبيا حول غدامس وغات وجانيت وسهول أدرار | آكلي الشيخا             | أعلنت تأييدها للثورة وهاجمت معاقل قوات القذافي                                                    | [ 25 ]                     |
| 5         | الزننتان    |                | جبال نفوسة                                   |                         | انشقت عن كتائب الجيش وانضمت إلى الثورة                                                            | [ 25 ]                     |
| 6         | مصراته      |                | مدينو ومصراتة                                |                         | انشقت عن كتائب الجيش وانضمت إلى الثورة                                                            | [ 25 ]                     |
| 7         | المغاربة    |                |                                              |                         | أعلنت انضمامها وتأييدها الكاملين للثورة                                                           | [ 27 ]                     |
| 8         | التبو       |                |                                              |                         | أعلنت انضمامها وتأييدها الكاملين للثورة                                                           | [ 28 ]                     |